# Baleharjo (Eromoko)
Baleharjo is een bestuurslaag in het regentschap Wonogiri van de provincie Midden-Java, Indonesië. Baleharjo telt 2234 inwoners (volkstelling 2010).